# قروض الجزية المصرية
قروض الجزية المصرية هي مجموعة من القروض التي استدانتها الدولة العثمانية من المصارف الأوروبية بضمان الجزية المصرية ٬ وهذه القروض تحديدا هي قرض عام 1854 وقرض عام 1855 وقرض عام 1871 ٬ تميزت هذه القروض الثلاثة عن ما عداها من قروض عثمانية بضمانه خاصة هي الجزية المصرية والتي رهنت مقابل الحصول على القروض فكانت الخديوية المصرية تودعها مباشرة إلى بنك إنجلترا دون المرور بالخزينة العثمانية ٬ حينما افلست الدولة العثمانية عام 1875 استمر الخديوي بسداد الجزية لحساب بنك إنجلترا في لندن ومنه كانت الحكومة العثمانية تسدد لملاك سندات قرض عام 1855 المضمون من قبل حكومتي بريطانيا وفرنسا فوائد القرض إلا انها رفضت سداد كامل قيمة الفوائد لقرض عام 1854 و1871 مطالبة بشمول هذين القرضين بالقانون العام الذي خفض نسبة الفائدة المسددة نقدا إلى النصف وبالرغم من ذلك فقد ظل مبلغ الجزية بعد سداد مستحقات اصحاب قرض 1855 حبيسا في البنك فلم يكن للحكومة العثمانية القدرة على استعادة اموال الجزية المصرية كما لم يكن للبنك القدرة على تسليم الاموال إلي ملاك السندات دون اذن السفير العثماني في لندن.

## قرض عام 1854
اندلعت حرب القرم بين الدولة العثمانية والإمبراطورية الروسية عام 1853 واضطر العثمانيون إلي الاستدانة لتمويل نفقات الحرب، فقامت الحكومة العثمانية بايفاد وزير التجارة محمد نامق باشا إلي لندن وباريس للحصول على قرض لصالح الحكومة العثمانية والذي استطاع التوصل إلي اتفاق مع بنك روتشيلد البريطاني في مارس 1854 للحصول على قرض بقيمة 5 ملايين جنيه استرليني بفائدة سنوية مقدارها 6٪ وبنسبة إصدار 85%وطرحت سندات القرض في بورصتي لندن وباريس إلا ان الطلب على السندات كان ضعيفا وبلغت قيمة الاكتتاب بالقرض في لندن نحو 1.1 مليون جنيه استرليني وأمام فشل الاكتتاب قام البنك بسحب السندات في الثامن من أبريل 1854 حيث ظهر جليا خشية المستثمرين من الاكتتاب بقروض للحكومة العثمانية بدون أي ضمانات.
في المقابل نجحت روسيا عام 1854 في بيع سندات بقيمة 50 مليون روبل(7.5 مليون جنيه استرليني) لتمويل نفقات حربها وذلك في الاسواق المالية في امستردام وهامبورغ وبرلين وسان بطرسبرغ طرحت السندات بفائدة سنوية 5٪ إضافة إلى 2.5% لسداد اصل الدين وبنسبة إصدار 93%
ادرك العثمانيون في بعد فشلهم في الحصول على القرض صعوبة الحصول على تمويل من المصارف الأروربية بدون وضع ضمانات فاضطروا لوضع الجزية المصرية كضمان للحصول على لقرض وفي أغسطس 1854 اعيد طرح سندات القرض العثماني بضمان الجزية المصرية وطرحت السندات في لندن بقيمة 3 ملايين جنيه استرليني وفائدة 6% إضافة إلي 1% لسداد اصل الدين وبنسبة إصدار 80% ٬ وكانت الخديوية المصرية منذ 1841 تدفع للعثمانيين جزية سنوية مقدارها 400,000 ليرة تركيةوذلك بعد ان منحت الدولة العثمانية حكم مصر لمحمد علي باشا وجعلت الحكم من بعده وراثيا في أسرته

## هوامش
1. 1 2  Candan Badem p.309
2. ↑  the Egyptian Tribute. A Short History of the Tribute Loans, 1854, 1855, 1871 , p3
3. 1 2 3  Richard Groombridge P.36
4. 1 2  William Miller p.151